# 马陆葡萄
马陆葡萄是指中華人民共和國上海市嘉定區馬陸鎮境內出產的葡萄。

## 歷史

### 種植面積
马陆葡萄种植是从20世纪80年代初开始。1980年，日本大阪与上海结为友好城市，马陆人民公社（馬陸鎮前身）挂牌为上海大阪友好人民公社。应日本大阪方面的请求，上海市外事处决定在马陆人民公社大裕村创办一个园艺场，种植果树和花卉。當時正在南汇县果园公社担任果树技术员、來自山東新泰的單傳倫在嘉定县林果站技术人员的推荐下来到了马陆人民公社从事葡萄生产技术的推广及葡萄新品种的研发推广工作。1981年者天，单传伦和同事们种植了近80亩果树，其中就包括2.2亩名為“巨峰”的葡萄，而且“巨峰”的葡萄在整个果园中收入最高。1985年，马陆葡萄種植面積达到600亩，1988年超过2000亩。1992年，馬陸葡萄种植面积超过8000亩，上市产量15000多吨。截至2010年代初，上海境內的葡萄一半的種植面積位於嘉定，而马陆葡萄又占嘉定葡萄产量的60%。2020年，馬陸鎮葡萄种植总面积4552.55亩，总产量5198.9吨，总产值8371.33万元。
马陆最初葡萄品种只有单一的“巨峰”，後來增加了“美人指”、“京亚”、“傳倫”、“黑玫瑰”、“红高”、“晚红”、“维多利亚”、“奥古斯特”、“粉红亚都蜜”“牛奶葡萄”“夏黑”、“早黑宝”、“富硒葡萄”、“富铬葡萄”等品種。

### 其他機構
1992年，中法合资申马酿酒有限公司成立。1993年，马陆蔬果公司会同工商、税收等部门组建了葡萄交易市场。
1992年8月，马陆镇人民政府與上海市农业科学院合作建立马陆葡萄研究所，單傳倫出任所長。2000年9月，马陆葡萄研究所更名上海市葡萄研究所。2002年，上海市葡萄研究所申请注册了“马陆”牌葡萄商标和“淘淘”形象。2006年12月，“马陆”牌葡萄商标被评定为“上海市著名商标”，并被中国绿色食品发展中心认定为绿色食品。
2003年，上海市林业站与上海市葡萄研究所科技人员合股设立了上海马陆葡萄开发有限公司。2004年开始，上海市葡萄研究所和上海葡萄开发有限公司筹建马陆葡萄主题公园。
2005年，种植葡萄的农户组建成立了葡萄生产合作社。